# Beljana

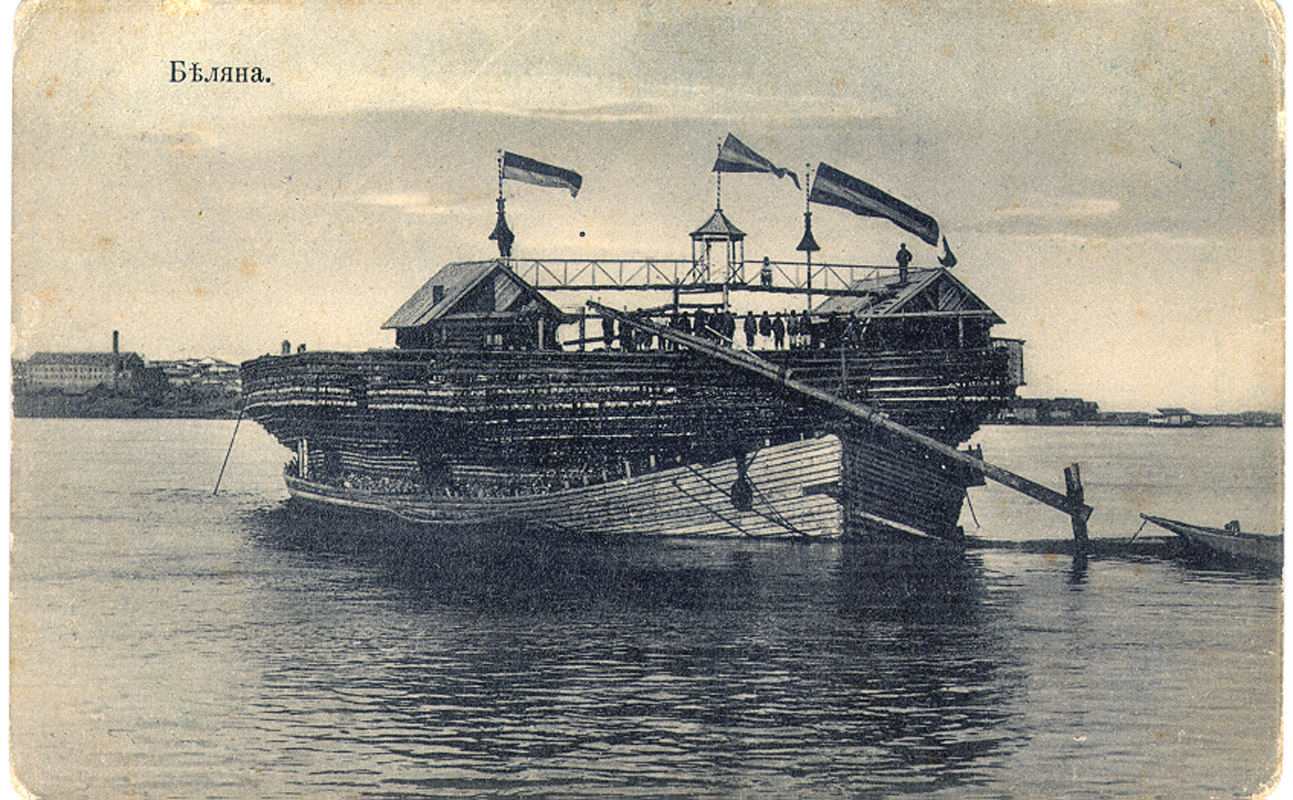

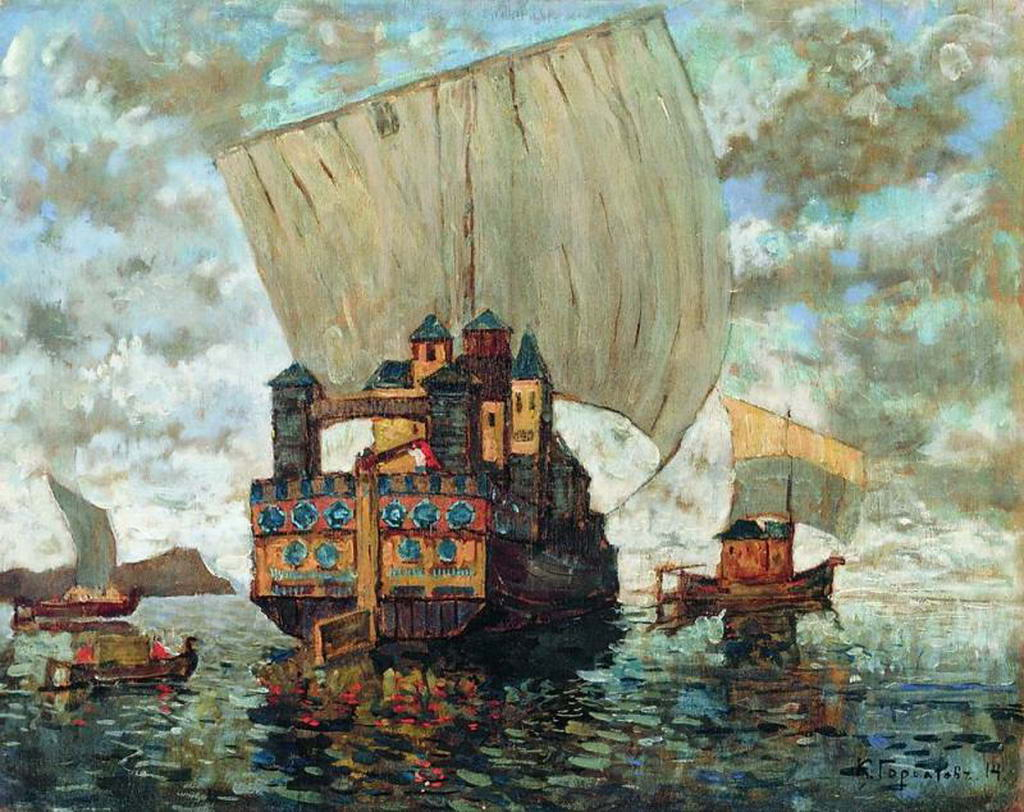
Das Bild „Beljany“ von Konstantin Gorbatov (1914)

Eine Beljana ist eine Barke aus Holz, welche in Russland – besonders auf den Flusssystemen der Wolga und der Kama – zum Holztransport verwendet wurde. Bekannt für den Bau von Beljanen war das Einzugsgebiet des Flusses Wetluga. Beljanen wurden hauptsächlich im 19. Jahrhundert gebaut und erlebten ihre Blütezeit gleichzeitig mit der Dampfschifffahrt auf der Wolga. Die bis zu 500 Dampfschiffe auf der Wolga benötigten große Mengen Holz zum Antrieb.
Die Länge einer Beljana betrug bis zu 100 Meter, die Breite 25 Meter, die Höhe 5 Meter. Die Ladekapazität einer Beljana konnte bis zu 10 000 Tonnen betragen.
Beljanen waren nur auf eine Fahrt ausgelegt, wurden am Oberlauf des Flusses mit Holz beladen und am Ankunftsort komplett demontiert, wobei das zum Schiffsbau verwendete Holz ebenfalls verwertet wurde. Da nur für eine Fahrt konstruiert, wurden die Beljanen nicht geteert; das helle, „weiße“ entrindete Holz, das zu ihrem Bau verwendet wurde, gab den Schiffen ihren Namen. Neben Holz wurde seltener auch Textilfasern und Ähnliches transportiert. Zur Navigation verwendete man Segel aus Bastfasern.
Häufige Zielorte für die Beljanen waren Saratow, Zarizyn, das heutige Wolgograd, sowie Astrachan.